# Leptopilos
Leptopilos Levy, 2009 è un genere di ragni appartenente alla famiglia Gnaphosidae.

## Distribuzione
Le 6 specie note di questo genere sono state reperite nella regione mediterranea: in particolare nello stato di Israele, sull'isola di Creta, in Egitto e in Libia.

## Tassonomia
Le caratteristiche di questo genere sono state determinate sulla base delle analisi effettuate sugli esemplari di Leptodrassus tenerrimus Dalmas, 1914.
Non sono stati esaminati esemplari di questo genere dal 2011.
Attualmente, a ottobre 2015, si compone di 6 specie:
- Leptopilos hadjssaranti (Chatzaki, 2002) — Creta
- Leptopilos lakhish Levy, 2009 — Israele
- Leptopilos levantinus Levy, 2009 — Israele, Creta
- Leptopilos manolisi (Chatzaki, 2002) — Israele, Creta
- Leptopilos pupa (Dalmas, 1919) — Egitto
- Leptopilos tenerrimus (O. Pickard-Cambridge, 1872)[2] — Libia, Israele